# Wichburg (Sonnenburg)

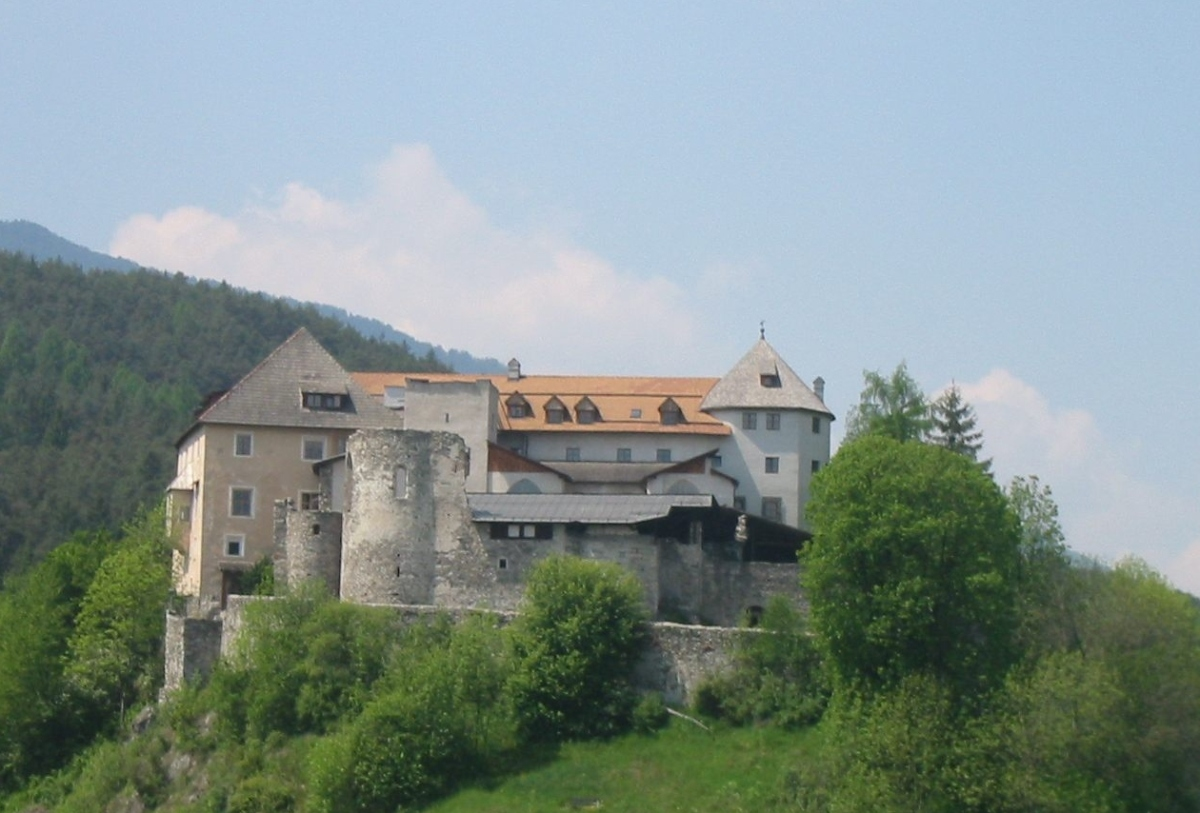
Kloster Sonnenburg, heute Hotel

Wichburg war die Tochter des Grafen Aribo († nach 1022) im Lurngau und dessen Frau Wichburg von Sonnenburg.  Die beiden stifteten ihr Schloss Sonnenburg im Südtiroler Pustertal den Benediktinern zur Errichtung eines Frauenstifts.  Nach dem Tod Aribos gab König Heinrich II. die Grafschaft im Pustertal gegen Amts- und Kriegsdienste dem Grafen Volkhold zu Lehen, dem Bruder Wichburgs von Sonnenburg.  Dieser bestätigte die Schenkung und übertrug das Kloster im Jahre 1039 an seinen Bruder, Bischof Ulrich II. von Trient.
Wichburg selbst war zunächst Nonne in dem von ihrer Großmutter mütterlicherseits Wichburg, Gräfin im Lurngau, gestifteten Benediktinerinnenstift St. Georgen am Längsee in Kärnten, wo ihre Tante Hiltiburg (Perchkint, Perchunt, Perchtigund) Äbtissin war.  Bei der Übertragung des neuen Klosters Sonnenburg an Bischof Ulrich wurde sie als dessen erste Äbtissin eingesetzt.